# Macroeubria taiwana
Macroeubria taiwana là một loài bọ cánh cứng trong họ Psephenidae. Loài này được Lee, Yang & Satô miêu tả khoa học đầu tiên năm 1997.